# کیم سو یونگ
کیم سو یونگ (کره‌ای: 김서영؛ زادهٔ ۱۷ مارس ۱۹۹۴) ورزشکار شنا اهل کره جنوبی است.
وی در مسابقات کشوری و بین‌المللی در مجموع برندهٔ ۱ مدال طلا، ۲ مدال نقره، ۵ مدال برنز شده است.